# Bikram Yoga
O Bikram Yoga é um sistema proprietário de yoga quente como exercício desenvolvido por Bikram Choudhury, acusado nos Estados Unidos por assediar e estuprar alunas, conforme o documentário "Bikram: yogi-guru-predador" (2019). O estilo tornou-se popular no início dos anos 1970 com aulas que consistem em uma sequência fixa de 26 posturas, praticada em uma sala aquecida a 105 ° F (41 ° C) com uma umidade de 40%, destinada a replicar o clima da Índia. A sala está equipada com tapetes e as paredes são cobertas por espelhos; o instrutor não ajusta os alunos, que devem se ajustar. O estilo de ensino de Choudhury era abrasivo.
O Bikram Yoga se espalhou rapidamente pela América e pelo mundo ocidental, atingindo um pico de cerca de 1.650 estúdios em pelo menos 40 países em 2006. Choudhury tentou registrar os direitos autorais da sequência do Bikram Yoga a partir de 2011, mas acabou sendo malsucedido. Em 2016, enfrentando processos e acusações de agressão sexual, Choudhury fugiu para a Índia, deixando a Bikram Yoga, Inc. ser administrada por outras pessoas.

## Origens
Bikram Choudhury nasceu em Calcutá em 1944. Começou a estudar ioga em 1969. Chegou aos Estados Unidos em 1971 e logo começou a ensinar ioga em resorts na Califórnia. Em 1974, dois alunos, Shirley MacLaine e Anne Marie Bennstrom o ajudaram a abrir sua própria escola no 9441 Wilshire Boulevard, em Los Angeles. Ele atraiu alunos de celebridades, incluindo a dançarina de Hollywood Marge Champion e os atores Keir Dullea, Martin Sheen, Susan Sarandon e Raquel Welch. As aulas de ioga eram inicialmente gratuitas, com uma caixa de doações. Maclaine disse a Choudhury que não podia administrar uma escola americana de ioga como a da Índia e começou a cobrar US $ 5 pelas aulas; o atendimento começou a crescer de uma só vez.
Mais tarde, Choudhury inventou a sequência de 26 posturas do Bikram Yoga, com base nos escritos de B. C. Ghosh; ele não estudou com Ghosh desde tenra idade, como alegou

## Estilo
As aulas da Série Bikram Yoga para Iniciantes duram 90 minutos e sempre consistem em 26 posturas, sendo 24 asanas, um pranayama (exercício de respiração) e um shatkarma (uma purificação) em uma sequência fixa. A sala está equipada com espelhos e tapetes; os alunos não são ajustados pelo professor, mas devem se ajustar usando os espelhos.
O estilo de ioga quente é praticado em uma sala aquecida a 105 ° F (41 ° C) com uma umidade de 40%, destinada a replicar o clima da Índia onde foi criado. O Bikram Yoga treina seus próprios professores. Eles recebem um diálogo padronizado para ministrar a aula, mas são incentivados a desenvolver seu próprio estilo de entrega.
O autor Brigid Delaney descreveu ter visto Choudhury em seu primeiro estúdio de ioga na Austrália e ficou "chocado" com o meio ambiente e com a maneira de se gabar e se gabar de Choudhury; ela notou também a docilidade de seus alunos e a atmosfera "bajuladora", escrevendo:
Que diabos foi essa prática? O yoga ocorreu em uma sala aquecida a cerca de 41C. Estava lotado e fedia. Havia espelhos por toda parte e a sala estava atapetada, o que absorveu o fedor e o suor.

## Crescimento
Choudhury foi extremamente carismático e persuasivo, contribuindo para o seu sucesso, de acordo com Emmy Cleaves, professora de Bikram; ele também tinha uma filosofia de fazer com que os alunos trabalhassem com a dor, e um "aluno muito divertido na sala de aula", contente em dizer aos alunos "Eu sou um açougueiro e tento matá-lo... mas não se preocupe, ioga é a melhor morte ".
Em 1984, as aulas tinham preço de US $ 20 (cerca de US $ 50 em termos de 2019). Naquele ano, o jornalista esportivo Jack McCallum assistiu a uma aula responder ao abuso verbal de Choudhury "como cadetes ansiosos". A prática era tão intensa que exigia "uma identidade inteira", baseada no compromisso com o trabalho árduo, uma programação regular de ioga e castigo verbal, em suma, "uma religião completa da purificação corporal", recompensada por "um sentimento de pura energia". A franquia cresceu rapidamente e se espalhou para outros países; em 2006, havia 1.650 estúdios de Bikram Yoga em todo o mundo. A franquia declinou um pouco; em 2012, havia 330 estúdios nos Estados Unidos e 600 em todo o mundo. Na África, havia estúdios em Marrocos e na África do Sul; nas Américas, Argentina, Brasil, Chile, Colômbia, México, 39 estados dos EUA e Canadá; na Ásia, China, Índia, Indonésia, Israel, Japão, Malásia, Filipinas, Cingapura, Coreia do Sul, Tailândia e Emirados Árabes Unidos; na Europa, Áustria, Bélgica, República Tcheca, Dinamarca, Finlândia, França, Alemanha, Hungria, Irlanda, Itália, Letônia, Holanda, Noruega, Rússia, Espanha, Suécia, Turquia e Reino Unido; e Austrália e Nova Zelândia.

## Efeitos na saúde
Uma revisão de 2013 de 76 eventos adversos relacionados ao yoga incluiu 3 no Bikram Yoga. Os três relatos de casos consistiram em um caso de Rosácea, um episódio psicótico e um de hiponatremia (baixo nível de sal).
Uma revisão sistemática em 2015 descobriu que o Bikram Yoga melhorou a força do corpo inferior, a amplitude de movimento articular na parte superior e inferior do corpo e o equilíbrio. Ele observou que estudos não sistemáticos (sem controles aleatórios) haviam encontrado possíveis melhorias na tolerância à glicose, densidade óssea, lipídios no sangue, rigidez da artéria, atenção plena e "estresse percebido". Recomendou que pesquisas futuras sigam diretrizes para fornecer resultados confiáveis.

## Reivindicações de direitos autorais
Choudhury afirmou, a partir de 2011, que o Bikram Yoga estava protegido por direitos autorais e que não poderia ser ensinado ou apresentado por alguém a quem ele não tivesse autorizado. Naquele ano, Choudhury iniciou uma ação contra o Yoga to the People, um estúdio de yoga concorrente fundado por um ex-aluno da Choudhury's e com um local próximo a um dos estúdios da Bikram Yoga em Nova York, e depois iniciou outro contra a Evolation, na Flórida. Ioga. Choudhury perdeu na primeira instância em ambos os casos e recorreu da decisão, mas o Tribunal de Apelação finalmente rejeitou sua reivindicação de direitos autorais sobre poses de ioga no Bikram Yoga.
Como resultado desse processo, o Escritório de Direitos Autorais dos Estados Unidos emitiu um esclarecimento de que as posturas de yoga (asanas) não podiam ter direitos autorais da maneira reivindicada por Choudhury e que o Yoga to the People e outros poderiam continuar a ensinar livremente esses exercícios.

## Abuso sexual por Choudhury
Choudhury enfrentou vários processos alegando assédio sexual, agressão, racismo e homofobia. Em 2016, ele fugiu para a Índia, onde continuou a ensinar yoga. Seu ex-advogado, Minakshi Jafa-Bodden, assumiu a administração da Bikram, Inc. na América.